# Melanocharacidium auroradiatum
Melanocharacidium auroradiatum är en fiskart som beskrevs av Costa och Vicente, 1994. Melanocharacidium auroradiatum ingår i släktet Melanocharacidium och familjen Crenuchidae. Inga underarter finns listade i Catalogue of Life.